# Kultura muszabieńska
Kultura muszabieńska – nazwa przedmiotowej kultury związana jest z kompleksem stanowisk o charakterze otwartym położonych koło Muszabi w północnym Nagewie.
Rozwój niniejszej jednostki kulturowej wyznacza okres maksimum glacjalnego. Zespół zjawisk kulturowych utożsamiany z muszbienem obejmował swym zasięgiem tereny północnej części Synaju oraz na Nagewie. Inwentarz kamienny niniejszej jednostki kulturowej reprezentowany jest przez zbrojników które wykonywano przy zastosowaniu technik rylcowczej. Gospodarka kultury muszabieńskiej opierała się na polowaniach na koziorożce, zające i gazele.